# ویلیام آنتونی مک‌گوایر
ویلیام آنتونی مک‌گوایر (انگلیسی: William Anthony McGuire؛ ۹ ژوئیه ۱۸۸۱ – ۱۶ سپتامبر ۱۹۴۰) کارگردان تئاتر، فیلم‌نامه‌نویس و نمایشنامه‌نویس اهل ایالات متحده آمریکا بود.
از فیلم‌ها یا مجموعه‌های تلویزیونی که وی در آن‌ها نقش داشته است، می‌توان به بزن‌بکوب!، لیلیان راسل و زیگفلد کبیر اشاره نمود.